# Campeonato Mundial de Patinação Artística no Gelo de 1960
O Campeonato Mundial de Patinação Artística no Gelo de 1960 foi a quinquagésima primeira edição do Campeonato Mundial de Patinação Artística no Gelo, um evento anual de patinação artística no gelo organizado pela União Internacional de Patinação (em inglês:  International Skating Union) onde os patinadores artísticos competem pelo título de campeão mundial. A competição foi disputada entre os dias 1 de março e 5 de março, na cidade de Vancouver, Colúmbia Britânica, Canadá.

## Eventos
- Individual masculino
- Individual feminino
- Duplas
- Dança no gelo

## Medalhistas
| Evento                        | Ouro                                        | Prata                                          | Bronze                                                   |
| Individual masculino detalhes | Alain Giletti · França                      | Donald Jackson · Canadá                        | Alain Calmat · França                                    |
| Individual feminino detalhes  | Carol Heiss · Estados Unidos                | Sjoukje Dijkstra · Países Baixos               | Barbara Roles · Estados Unidos                           |
| Duplas detalhes               | Barbara Wagner · Robert Paul · Canadá       | Maria Jelinek · Otto Jelinek · Canadá          | Marika Kilius · Hans-Jürgen Bäumler · Alemanha Ocidental |
| Dança no gelo detalhes        | Doreen Denny · Courtney Jones · Reino Unido | Virginia Thompson · William McLachlan · Canadá | Christiane Guhel · Jean Paul Guhel · França              |

## Resultados

### Individual masculino
| Pos.              | Nome                  | Nacionalidade      | Pontos |
| ----------------- | --------------------- | ------------------ | ------ |
| Medalha de ouro   | Alain Giletti         | França             | 9      |
| Medalha de prata  | Donald Jackson        | Canadá             | 12     |
| Medalha de bronze | Alain Calmat          | França             | 23     |
| 4                 | Norbert Felsinger     | Áustria            | 30     |
| 5                 | Tilo Gutzeit          | Alemanha Ocidental | 39     |
| 6                 | Bradley Lord          | Estados Unidos     | 47     |
| 7                 | Manfred Schnelldorfer | Alemanha Ocidental | 52     |
| 8                 | Donald McPherson      | Canadá             | 49     |
| 9                 | Gregory Kelley        | Estados Unidos     | 55     |
| 10                | Peter Jonas           | Áustria            | 78     |
| 11                | Louis James Stong     | Canadá             | 80     |
| 12                | Nobuo Sato            | Japão              | 87     |
| 13                | Hubert Köpfler        | Suíça              | 90     |
| 14                | Robin Jones           | Reino Unido        | 94     |
| 15                | David Clements        | Reino Unido        | 101    |
| 16                | Tim Spencer           | Austrália          | 106    |
| 17                | William Cherrell      | Austrália          | 119    |

### Individual feminino
| Pos.              | Nome                | Nacionalidade      | Pontos |
| ----------------- | ------------------- | ------------------ | ------ |
| Medalha de ouro   | Carol Heiss         | Estados Unidos     | 9      |
| Medalha de prata  | Sjoukje Dijkstra    | Países Baixos      | 19     |
| Medalha de bronze | Barbara Roles       | Estados Unidos     | 26     |
| 4                 | Regine Heitzer      | Áustria            | 44     |
| 5                 | Joan Haanappel      | Países Baixos      | 48     |
| 6                 | Jana Mrázková       | Tchecoslováquia    | 61     |
| 7                 | Wendy Griner        | Canadá             | 61     |
| 8                 | Karin Frohner       | Áustria            | 76     |
| 9                 | Laurence Owen       | Estados Unidos     | 75     |
| 10                | Anna Galmarini      | Itália             | 89     |
| 11                | Dany Rigoulot       | França             | 103    |
| 12                | Nicole Hassler      | França             | 115    |
| 13                | Sonja Snelling      | Canadá             | 112    |
| 14                | Miwa Fukuhara       | Japão              | 122    |
| 15                | Shirra Kenworthy    | Canadá             | 137    |
| 16                | Junko Ueno          | Japão              | 145    |
| 17                | Bärbel Martin       | Alemanha Ocidental | 151    |
| 18                | Ursel Barkey        | Alemanha Ocidental | 162    |
| 19                | Fränzl Schmidt      | Suíça              | 171    |
| 20                | Carolyn Krau        | Reino Unido        | 176    |
| 21                | Liliane Crosa       | Suíça              | 190    |
| 22                | Carla Tichatschek   | Itália             | 185    |
| 23                | Beverly Helmore     | Austrália          | 209    |
| 24                | Mary Lynette Wilson | Austrália          | 214    |

### Duplas
| Pos.              | Nome                                         | Nacionalidade      | Pontos |
| ----------------- | -------------------------------------------- | ------------------ | ------ |
| Medalha de ouro   | Barbara Wagner / Robert Paul                 | Canadá             | 9      |
| Medalha de prata  | Maria Jelinek / Otto Jelinek                 | Canadá             | 21     |
| Medalha de bronze | Marika Kilius / Hans-Jürgen Bäumler          | Alemanha Ocidental | 24     |
| 4                 | Margret Göbl / Franz Ningel                  | Alemanha Ocidental | 42     |
| 5                 | Nina Zhuk / Stanislav Zhuk                   | União Soviética    | 53     |
| 6                 | Nancy Ludington-Rouillard / Ronald Ludington | Estados Unidos     | 59     |
| 7                 | Diana Hinko / Heinz Döpfl                    | Áustria            | 67.5   |
| 8                 | Liudmila Belousova / Oleg Protopopov         | União Soviética    | 68     |
| 9                 | Rita Blumenberg / Werner Mensching           | Alemanha Ocidental | 77.5   |
| 10                | Maribel Owen / Dudley Richards               | Estados Unidos     | 90     |
| 11                | Debbi Wilkes / Guy Revell                    | Canadá             | 92     |
| 12                | Ila Ray Hadley / Ray Hadley Jr.              | Estados Unidos     | 99     |

### Dança no gelo
| Pos.              | Nome                                  | Nacionalidade      | Pontos |
| ----------------- | ------------------------------------- | ------------------ | ------ |
| Medalha de ouro   | Doreen Denny / Courtney Jones         | Reino Unido        | 7      |
| Medalha de prata  | Virginia Thompson / William McLachlan | Canadá             | 16     |
| Medalha de bronze | Christiane Guhel / Jean Paul Guhel    | França             | 22     |
| 4                 | Margie Ackles / Charles Phillips      | Estados Unidos     | 25     |
| 5                 | Marilyn Meeker / Larry Pierce         | Estados Unidos     | 39     |
| 6                 | Ann Martin / Gille Vanasse            | Canadá             | 46     |
| 7                 | Svata Staroba / Mirek Staroba         | Canadá             | 52     |
| 8                 | Yvonne Littlefield / Roger Campbell   | Estados Unidos     | 52     |
| 9                 | Rita Paucka / Peter Kwiet             | Alemanha Ocidental | 56     |

## Quadro de medalhas
| Ordem | País               | Medalha de ouro | Medalha de prata | Medalha de bronze |    | Ordem por total |
| ----- | ------------------ | --------------- | ---------------- | ----------------- | -- | --------------- |
| 1     | Canadá             | 1               | 3                |                   | 4  | 1               |
| 2     | França             | 1               |                  | 2                 | 3  | 2               |
| 3     | Estados Unidos     | 1               |                  | 1                 | 2  | 3               |
| 4     | Reino Unido        | 1               |                  |                   | 1  | 4               |
| 5     | Países Baixos      |                 | 1                |                   | 1  | 4               |
| 6     | Alemanha Ocidental |                 |                  | 1                 | 1  | 4               |
| TOTAL | TOTAL              | 4               | 4                | 4                 | 12 | —               |